# Куценко, Прокофий Поликарпович
Прокофий Поликарпович Куценко (1903 — ?) — участник Великой Отечественной войны, старший чабан племенного овцеводческого совхоза «Советское руно» Министерства совхозов СССР, Ипатовский район, Ставропольский край. Герой Социалистического Труда (22.10.1949).

## Биография
Родился в 1903 году в селе Дербетовка ныне Апанасенковского района Ставропольского края в большой крестьянской семье. 
Окончил два класса церковно-приходской школы и начал работать по найму у зажиточных жителей села. В поисках лучшей жизни перебрался в посёлок Советское Руно Ипатовского района, где устроился подпаском, потом – чабаном в бригаде, а с 1929 года был назначен старшим чабаном. 
Участник Великой Отечественной войны. С 1941 года – в Красной Армии. Получил тяжёлое ранение, почти полгода провёл в госпитале на излечении, и после окончания оккупации Ипатовского района в феврале 1943 года возвратился в совхоз. Много сил отдал восстановлению поголовья животных, работая старшим чабаном. В ноябре 1943 года вновь был призван в Красную Армию. Награждён орденами Отечественной войны 2-й степени, Красной Звезды, медалью «За отвагу». 
Демобилизовавшись из Красной Армии, в августе 1945 года вновь стал работать старшим чабаном овцеводческого совхоза «Советское Руно» в Ипатовском районе Ставропольского края. В 1948 году получил от 476 тонкорунных овец по 6,5 килограмма шести в среднем на овцематку и 131 ягнёнка к отбивке на каждые 100 маток, имевшихся на начало года. 
Указом Президиума Верховного Совета СССР 22 октября 1949 года за получение высокой продуктивности животноводства в 1948 году при выполнении совхозом плана сдачи государству продуктов животноводства и полеводства и выполнении государственного плана развития животноводства по всем видам скота Куценко Прокофию Поликарповичу присвоено звание Героя Социалистического Труда с вручением ордена Ленина и золотой медали «Серп и Молот». 
Все годы трудился самоотверженно, честно, со знанием своего дела. В 1955 году на Всесоюзной сельскохозяйственной выставке (ВСХВ) получил Большую серебряную медаль. В 1956, 1957 годах награждался Большими золотыми медалями ВДНХ СССР. 
С 1964 года – на пенсии. 

## Награды
- Золотая медаль «Серп и Молот» (22.10.1949)
- Орден Ленина (22.10.1949)
- Орден Отечественной войны II степени (11.03.1985)
- Орден Красной Звезды
- Медаль «За отвагу»
- Медаль «В ознаменование 100-летия со дня рождения Владимира Ильича Ленина» (6 апреля 1970)
- Медаль «За победу над Германией в Великой Отечественной войне 1941—1945 гг.» (9 мая 1945[2])
- Юбилейная медаль «Двадцать лет Победы в Великой Отечественной войне 1941—1945 гг.» (7 мая 1965[3])
- Юбилейная медаль «50 лет Вооружённых Сил СССР» (26 декабря 1967[4])
- Медаль «За трудовое отличие»
- Медаль «Ветеран труда»

- медалями ВДНХ СССР:

## Память
- На могиле установлен надгробный памятник.
- На территории п. Советское Руно установлены памятники Героям Социалистического Труда[5].